# 242523 Kreszgéza
(242523) Kreszgéza, denumire internațională (242523) Kreszgeza, este un asteroid din centura principală de asteroizi.

## Descriere
242523 Kreszgéza este un asteroid din centura principală de asteroizi. A fost descoperit pe 5 ianuarie 2005 la Piszkesteto de Krisztián Sárneczky. Asteroidul prezintă o orbită caracterizată de o semiaxă mare de 2,66 ua, o excentricitate de 0,13 și o înclinație de 8,5° în raport cu ecliptica.